# Genoveva (nombre)
Genoveva es un nombre propio femenino de origen galés en su variante en español al igual que Ginebra. Proviene de Gwenhwyfar, «ola blanca»; en inglés es muy popular la variante Jennifer y su hipocorístico Jennie.

## Santoral
3 de enero: Santa Genoveva, virgen y mártir en París.

## Variantes
| Variantes en otras lenguas | Variantes en otras lenguas |
| -------------------------- | -------------------------- |
| Español                    | Genoveva, Ginebra          |
| Alemán                     | Genoveva                   |
| Catalán                    | Genoveva                   |
| Checo                      | Jenovéfa                   |
| Euskera                    | Kenubep                    |
| Francés                    | Geneviève                  |
| Gallego                    | Xenoveva                   |
| Holandés                   | Genoveva                   |
| Húngaro                    | Genovéva                   |
| Inglés                     | Genevieve, Jennifer        |
| Italiano                   | Genoveffa                  |
| Latín                      | Genovefa                   |
| Polaco                     | Genowefa                   |
| Portugués                  | Genoveva                   |
| Ruso                       | Женевьева (Zhenev'eva)     |
| Serbio                     | Геновева (Genoveva)        |